# Eilandbarbeel
De Eilandbarbeel (Puntius oligolepis), ook wel sumatrabarbeel genoemd, is een vis die voorkomt in de wateren bij de eilanden Koh-Yao en Koh-Yao-Noi in Thailand en wordt ongeveer 4 centimeter lang. In de paartijd heeft hij een blauwachtig lichaam en zijn de vinnen geelachtig. Aan de bovenkaak zitten twee voelsprieten, terwijl er in elke mondhoek één lange voelspriet zit. De zijlijn ontbreekt. Het kweken gaat net zo als bij de B. albolineatus.